# Bumi Genap
Bumi Genap is een bestuurslaag in het regentschap Ogan Komering Ulu Selatan van de provincie Zuid-Sumatra, Indonesië. Bumi Genap telt 1515 inwoners (volkstelling 2010).